# Tổ tôm
Tổ tôm, hay theo Hán Việt tụ tam bài (聚三牌), là một trò chơi bài lá dân gian phổ biến của người Việt. Về tên gọi, có nguồn cho rằng "tổ tôm" là đọc trại âm "Tụ tam". "Tụ tam" theo từ nguyên là "góp ba thứ lại", tức ba hàng Văn, Vạn và Sách của bộ bài. 
Trong các ngày lễ, Tết, tổ tôm thường được nam giới và người già chơi vì nó có một số luật khá khó, nhiều nước biến hoá, thanh niên và phụ nữ thời xưa ít chơi. Tổ tôm không phổ biến và bình dân bằng trò chơi Tam cúc.

## Lịch sử và nguồn gốc
Lai lịch tổ tôm đến nay vẫn chưa rõ nhưng đến thế kỷ 19 tại Việt Nam thì lối chơi bài này rất phổ biến, nhất là trong giới thượng lưu vốn coi đây là một trò chơi thanh lịch dùng nhiều trí lực. Ngày nay, trò chơi này vẫn được lưu truyền ở nhiều tỉnh thành phía Bắc như Bắc Ninh, Hưng Yên, Hà Tây cũ, Bắc Giang. Văn chương Việt Nam nhắc đến tổ tôm trong một số tác phẩm văn thơ. 
Ca dao thì có câu:
"Làm trai biết đánh tổ tôm
Uống trà Mạn Hảo xem Nôm Thúy Kiều".
Riêng cỗ bài thì hình vẽ trên mỗi quân bài lại mang phong cách tranh mộc bản (木本 mokuhan) của Nhật Bản nên có người đặt câu hỏi phải chăng tổ tôm xuất phát từ Nhật. Nguyên nhân có lẽ chỉ là do dưới thời Pháp thuộc, công ty A.Camoin & Cie của Pháp đã cho phát hành bộ bài tổ tôm với những hình trang trí lấy cảm hứng từ mĩ thuật Nhật Bản. Hình ảnh của bộ bài tổ tôm được giữ nguyên từ đó cho đến nay. Có nguồn thì lại phỏng đoán cho tổ tôm xuất phát từ Trung Hoa. Tuy nhiên cho đến nay rõ một điều là cả Nhật và Trung Hoa đều không dùng bộ bài này.
Những nhân vật trên quân bài đều trang phục như người Nhật thời Edo, tức trước cuộc cải cách của Nhật hoàng Minh Trị 1868. Trong các quân bài thì 18 quân vẽ hình người đàn ông (có tám người chân quấn xà-cạp kyahan), bốn hình phụ nữ và bốn hình trẻ em. Ngoài ra có vài quân vẽ những vật khác nhưng đều là mô hình thông dụng trong ngành hội họa Nhật: cá chép, quả đào, vọng lâu, tàu thuyền.

## Quân bài

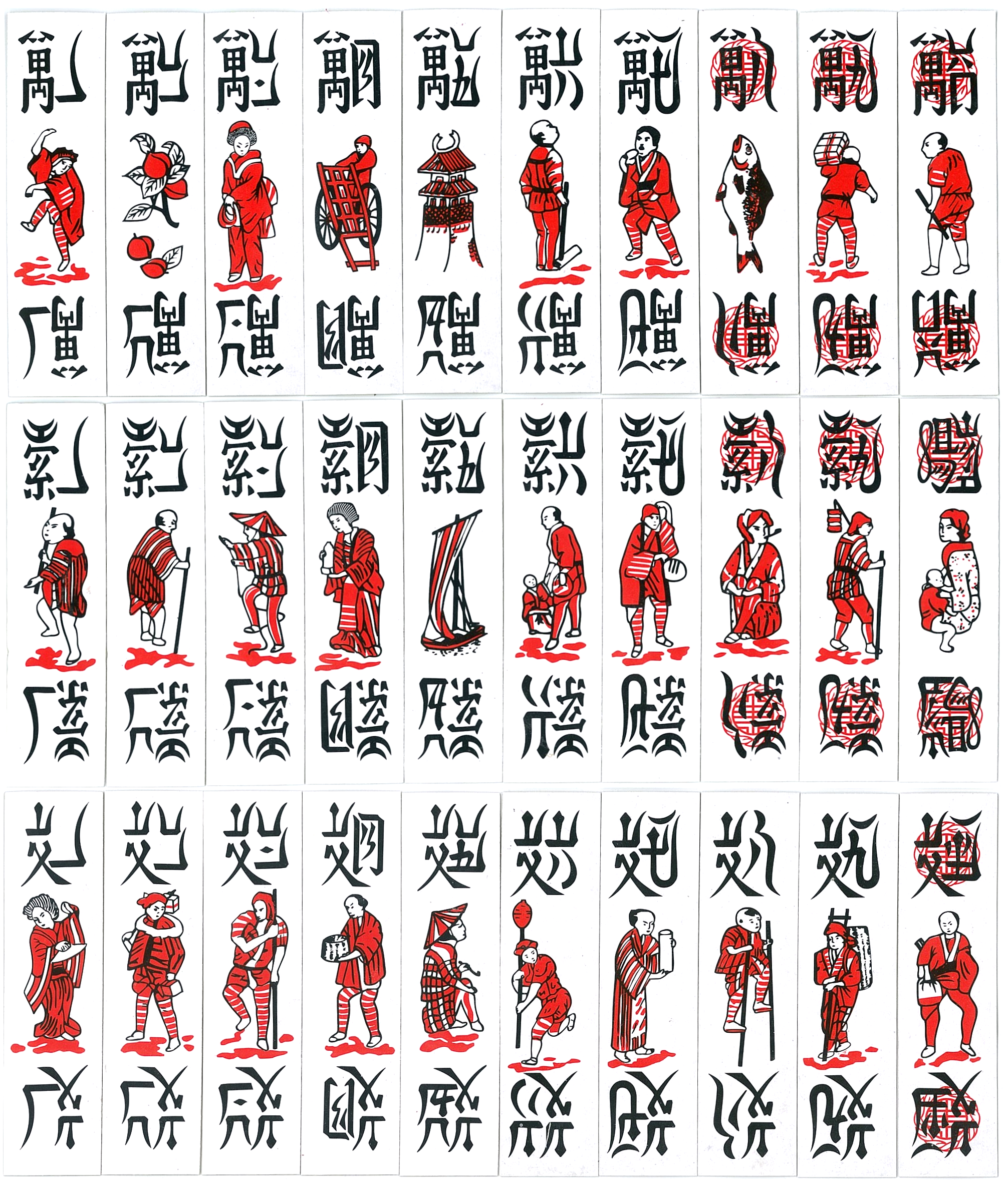
Cỗ bài Tổ tôm: ngang từ trên xuống là ba hàng Vạn, Sách, Văn. Dọc là 10 số từ nhất bên trái đến cửu và yêu tận cùng bên phải

Bài Tổ tôm có 120 lá bài gọi là "quân", chia thành 3 "hàng" (còn gọi là "chất" hay "hoa") Vạn (萬), Sách (索), Văn (文). Mỗi hàng có 9 bậc gọi là "số" từ nhất (一) đến cửu (九). Mỗi bậc có 4 quân, tổng cộng là 108 quân. Ngoài ra có số đặc biệt gọi là hàng yêu ("yêu đỏ" hay "yêu điều" vì có thêm dấu son đỏ trên mặt chữ) có tên gọi riêng là Ông lão (hay Ông cụ), Thang Thang và Chi Chi. Hàng yêu cũng 4 quân mỗi bậc tức là thêm 12 quân, cộng với 108 kể trên là 120 quân cả thảy. 
Lá bài làm bằng bìa cứng, hẹp và dài, một mặt để trơn, mặt kia có hình và chữ. Bề ngang lá bài khoảng chiều ngang hai ngón tay. Bề dọc dài hơn ngón tay giữa. 
Trên mỗi lá bài có hình vẽ ở khoảng giữa. Tên quân viết ở hai đầu ngược và xuôi bằng chữ Nho. Tên hàng Vạn, Văn, Sách nằm nhích bên trái. Tên số từ Nhất đến Cửu nằm bên phải. Cách nhận diện ba hàng Vạn, Văn và Sách có thể tóm tắt là: 
"Vạn vuông, Văn chéo, Sách loằng ngoằng".
Các quân bát vạn, cửu vạn, bát sách, và cửu sách cũng có dấu son đỏ giống như hàng yêu. Vì có hình minh họa nên ai dù không biết chữ Nho cũng có thể nhận diện bằng hình.
Cỗ bài tổ tôm ngoài việc dùng đánh tổ tôm còn dùng đánh tài bàn và nếu dùng đánh chắn phải loại bỏ 5 hàng quân là nhất vạn, nhất văn, nhất sách, thang thang và ông cụ cho phù hợp với trò chơi.

## Cách chơi
Muốn chơi tổ tôm phải có năm người (gọi là chân) ngồi trên chiếu để dễ quây thành vòng tròn. Ngồi bàn thì khó hơn vì bàn chỉ có bốn cạnh. Năm chân gọi chung là "làng".
Người cầm cái sẽ chia bài đều thành sáu phần, mỗi phần 20 quân; năm phần thì cho năm người, còn lại một phần thì xếp ở giữa chiếu, gọi là "bài nọc". Mỗi người cầm bài lên xòe dạng nan quạt xếp để dễ xem rồi cố xếp thành "phu", tức từng bộ theo thể lệ tổ tôm. 
Ván bài bắt đầu khi bắt cái. Người được cái rút ra hai quân từ sấp bài nọc. Một quân gọi là "bài bốc" đặt cùng với bài nọc nhưng quân này lật ngửa. Một quân người cái giữ trên tay. Vào thời điểm này thì người cái có 21 quân, sấp bài nọc có 18 quân và một quân bài bốc. Bốn chân còn lại mỗi người có 20 quân. 
Người cái đánh quân bài đầu tiên vào "cửa" bên phải của mình theo thứ tự ngược chiều kim đồng hồ. Người kế gọi là "tay dưới" có hai lựa chọn để đạt được phu. 
1. ăn
2. không ăn

Nếu "ăn" tức là nhận quân bài của tay trên thì phải đánh ra bên cửa phải một quân lẻ cho người kế tiếp tay dưới.
Nếu không ăn thì có thể bốc một quân từ sấp bài nọc. 

### Phu
Một phu phải có ít nhất ba quân theo luật nhất định để thành một bộ. Chưa tròn một phu thì gọi là "lưng", phải chờ quân.
- Phu dọc: ba quân cùng một hàng và theo tứ tự số; ví dụ như nhất vạn + nhị vạn + tam vạn; nhị văn + tam văn + tứ văn...
- Phu bí: là phu 3 quân ở cùng một số hàng bí. Ví dụ: nhị vạn + nhị sách + nhị văn; tam vạn + tam sách + tam văn...
- Thiên khai: bốn quân giống nhau có sẵn trên bài ngay sau khi chia bài (chưa ăn - đánh)
- Khàn: ba quân giống nhau có ngay sau khi chia bài (chưa ăn - đánh)
- Phu lưng là loại phu có cấu tạo đặc biệt, gồm:

Nhất vạn - nhất sách - cửu văn
Nhị vạn - nhị sách - bát văn
Tam vạn - tam sách - thất văn (gọi là tôm)
Cửu vạn - bát sách - chi chi (gọi là lèo)
Cửu vạn - cửu sách - thang thang
Ông cụ - cửu sách - thang thang
Nhất văn - nhị văn - tam văn
Trùng tam (ba quân giống nhau): phu ba quân giống nhau có sẵn (khàn), hoặc ăn của làng (phỗng)
Trùng tứ (bốn quân giống nhau): phu bốn quân giống nhau có sẵn (thiên khai), hoặc ăn của làng (dậy khàn)
Nhà cái đi trước, hạ bài xuống chiếu rồi bốc một quân từ sấp bài nọc. Khi bài nọc hết thì xong một ván. Có khi ván đó không có ai "ù" thì ván đó gọi là "hòa".

### Ù
Ù là khi bài đủ 21 lá tất cả đã vào phu, không lẻ quân nào và phải có ít nhất 1 lưng. Quân lẻ thì gọi là "què". Hàng yêu tự tính là 1 phu nên không có què. Ù có nhiều loại.
1. Ù suông (xuông): ù mà bài ù không có gì đặc biệt
2. Ù thông: ù 2 ván liên tiếp
3. Ù tam (tứ, ngũ,...) khôi: ù 3,4,5,... ván liên tiếp
4. Thiên ù: người được cái lên bài mà đã đủ điều kiện để ù luôn thì được thiên ù
5. Ù bạch thủ: (phỗng ù) bài chưa có lưng, lẻ 1 đôi, chờ duy nhất nước phỗng đôi đó thành lưng thì được ù, nếu phỗng được thì bạch thủ
6. Ù tôm: ù mà bài ù có lưng tôm (tam sách, tam vạn, thất văn)
7. Ù lèo: ù mà bài ù có lưng lèo (cửu vạn, bát sách, chi chi)
8. Ù xuyên bí tư: bài lẻ 2 đôi cùng số, chờ duy nhất nước ăn quân cùng số còn lại thì được ù, nếu ăn được thì ù xuyên bí tư. Ví dụ: bài lẻ mỗi tam văn, tứ văn, lục văn, thất văn mà ăn được ngũ văn
9. Ù xuyên năm gian: bài lẻ 2 phu dọc què, chờ duy nhất nước ăn lá lọt thỏm thành phu dọc 5 quân thì được ù, nếu ăn được thì ù xuyên năm gian
10. Ù thập điều: ù mà bài có 10 quân đỏ.
11. Ù bạch định: ù mà bài không có quân đỏ nào.
12. Ù chi nảy: bài lẻ phu lèo thiếu chi chi, đợi duy nhất nước ăn quân chi chi để ù, ăn được thì ù chi nảy
13. Ù kính cụ: ù toàn quân trắng và chỉ có 1 quân ông Cụ đỏ.
14. Ù kính tứ cố: ù toàn quân trắng và bốn quân Ông cụ đỏ.
15. Ù vọng: ù mà quân ù là quân dậy thiên khai của người khác thì gọi là ù vọng

Tính điểm: mỗi nơi mỗi khác nhưng thường dựa trên câu nói:"suông hai, dịch một, tôm bốn, lèo năm, bội tam, bội tứ, bội lục, kính tứ cố bằng hai lần chi nảy."

### Xếp bài
Khi chơi tổ tôm bài hạ xuống chiếu có quy tắc để dễ kiểm điểm khi tính điểm. Phu bí phải xếp trên cùng. Phu dọc phải xếp dưới và đặt dọc. Có thiên khai thì phải trình làng. Khàn thì đặt úp, đến khi ù thì lật lên. 

### Tính điểm
Nhiều ván tổ tôm gom lại là một hội. Mỗi ván tính điểm rồi cộng lại.

## Biến thể

### Tổ tôm bí tứ
Tổ tôm bốn người chơi thì gọi là bí tứ. 

### Tổ tôm điếm
Bài ù phải có lưng các lá còn lại nằm trong các bí trừ các lá yêu
- Lưng:

1. -Thiên khai (4 quân giống nhau)
2. -Khàn (có 3 lá giống nhau khi 1 lá nữa ra thì dậy khàn giống chíu trong chắn)
3. -Phỗng (bài có 2 lá phỗng thêm 1 lá)
4. -các tụ tam sau

<nhất vạn + nhất sách + cửu văn>
<Thang thang + ông lão + cửu sách>
<cửu vạn + cửu sách + thang thang>
<tam vạn + tam sách + thất văn>
<cửu vạn + bát sách + chi chi>
<nhị vạn + nhị sách + bát văn>
<nhất văn + nhị văn + tam văn>
- Bí:

1. -bí tam - giống như phỏm trong "tá lả"

tứ văn + tứ vạn + tứ sách
tứ văn + ngũ văn + lục văn
1. tương tự có bí tứ, bí ngũ...

## Những loại bài tương tự

### Tài bàn
Tài bàn gồm ba người chơi, đánh như tổ tôm tuy nhiên trong tài bàn không bị bó buộc nhiều về cách ăn, cách đánh (như ăn một đánh hai thì được phép hoặc đánh phu dưới chiếu...). Một bài ù được trong tài bàn phải đủ ít nhất 9 lưng, tùy bài có khàn hay không có khàn thì quy ra cước, trong tài bàn chỉ có 3 cước ù là ù xuông, ù tài bàn và ù sửu bàn.
Trong tài bàn người ta quy định một số cây gọi là "tài"
- Nhị, cửu văn
- Tứ, thất sách
- Ngũ, bát vạn.

Các cây tài này cùng với các cây "yêu" một phỗng được 2 lưng, một khàn thì có 6 lưng, một chiếu hoặc thiên khai có 12 lưng. Các cây còn lại 1 phỗng có 1 lưng, 1 khàn có 3 lưng, và chiếu hoặc thiên khai có 6 lưng. Ngoài ra các phu tính 1 lưng như của Tổ tôm như nhị vạn nhị sách bát văn, thang thang ông lão cửu sách...
- Trong tài bàn không có cước tôm lèo..
- Ù tài bàn khi người ù có 1̣9 lưng trở lên
- Ù sửu bàn khi không có khàn mà ù được.

Thông thường ù sửu bàn có cước to hơn ù tài bàn.
- Các trường hợp còn lại thì ù xuông, nhỏ nhất.

Cách tính cước tùy người chơi.
Vì thế, đánh tài bàn là cách học "nhập môn" trước khi chơi được Tổ tôm cũng vì lẽ đó.

### Đánh chắn
Xem mục Chắn

## Các từ ngữtiếng lóngliên quan đến Tổ tôm
- Gàn bát sách
- Cửu vạn
- Thất sách
- Bạch túc
- Đánh kiệu
- Phỗng mất
- Hoa rơi cửa Phật
- Hợp cạ
- Tròn bài

## Trong văn học
Do Tổ tôm khá khó nên người xưa có câu ca dao đề cao Tổ tôm, nó thể hiện trình độ và cái oai phong của bậc quân tử:
Làm trai biết đánh Tổ tôm
Uống chè mạn hảo xem nôm Thuý Kiều
Nhà thơ Nguyễn Khuyến có nhắc đến Tổ tôm trong bài Tự trào:
...Mở miệng nói ra gàn bát Sách
Mềm môi chén mãi tít cung Thang
Nghĩ mình lại gớm cho mình nhỉ
Thế cũng bia xanh cũng bảng vàng
Còn nhà thơ Trần Tế Xương cũng có đề cập đến trò chơi này trong bài Chơi cuộc Tổ tôm:
Bực chăng nhẽ anh hùng khi vị ngộ
Như lúc đen chơi cuộc Tổ tôm
Riêng nhà thơ Nguyễn Công Trứ đã viết cả một bài thơ, câu nào cũng có tên một quân bài Tổ tôm, theo tương truyền là để khất nợ:
Thân "bát văn" tôi đã xác vờ.
Trong nhà còn biết "bán chi" giờ?
Của trời cũng muốn "không thang" bắc,
Lộc thánh còn mong "lục sách" chờ.
Thiên tử "nhất văn" rồi chẳng thiếu.
Nhân sinh "tam vạn" hãy còn thừa.
Đã không "nhất sách" kêu chi nữa?
"Ông lão" tha cho cũng được nhờ!
Trong tác phẩm Sống chết mặc bay của  Phạm Duy Tốn cũng có nêu lên chi tiết: "Ấy đó, quan phụ mẫu cùng với nha lại, đương vui cuộc tổ tôm ở trong đình ấy, ngài mà còn dở ván bài thì dẫu trời long đất lở, đê vỡ, dân trôi, ngài cũng thây kệ."